# هارولد غروفز
هارولد غروفز (بالإنجليزية: Harold Groves)‏ هو سياسي أمريكي، ولد في 3 أكتوبر 1897 في لودي في الولايات المتحدة، وتوفي في 2 ديسمبر 1969. حزبياً، نشط في Wisconsin Progressive Party ‏. وقد انتخب عضو جمعية ولاية ويسكونسن وانتخب عضو مجلس ولاية ويسكونسن.